# Четвертаков, Михаил Михайлович (1917)
Михаил Михайлович Четвертаков (1917—1994) — инженер-кораблестроитель, доктор технических наук, профессор, лауреат Ленинской премии, участник Великой Отечественной войны, капитан 1 ранга.

## Биография
Михаил Четвертаков родился 23 июня 1917 года в Петрограде в семье офицера военно-морского флота, инженер-механика мичмана линейного корабля Балтийского флота «Полтава».
В 1924 году поступил в Советскую единую трудовую школу (бывшую школу Карла Мая).
В 1935 году, после окончания школы, поступил на кораблестроительный факультет Высшего военно-морского инженерного училища имени Ф. Э. Дзержинского, которое закончил в 1940 году.
В годы Великой Отечественной войны занимался ремонтом подводных лодок Северного флота. При его непосредственном участии удалось решить проблемы бездемотажного восстановления повреждённых корпусов, экстренного докования повреждённых подводных лодок, бескрановой погрузки двухсоттонных кораблей на железнодорожные транспортёры, разработать эффективную конструкцию для установки английских гидролокаторов. Впервые на Северном флоте под его руководством были восстановлены получившие боевые повреждения форштевни подводных лодок М-174, Л-15. За выполнение заданий командования в 1944—1945 годах инженер-капитан-лейтенант Четвертаков М. М. был награждён орденом Красной Звезды и медалью «За боевые заслуги».
В 1947 году окончил в Военно-морскую академию.
С 1947 по 1955 в должности старшего научного сотрудника 1 ЦНИИ ВМФ занимался проблемами проектирования и обоснования требований к подводным лодкам.
В 1947—1958 годах преподаватель, старший преподаватель, начальник кафедры проектирования подводных лодок в Военно-морской академии кораблестроения и вооружения им. А. Н. Крылова, развивал курс лекции по современным методам проектирования подводных лодок и их техники.
С 1958 — главный инженер, а затем начальник управления подводных лодок в Центральном научно-исследовательском институте военного кораблестроения. Являлся одним из лучших специалистов в области разработки методов управления развитием сложных технических систем. Под его руководством в институте осуществлялось обоснование программ подводного кораблестроения, разрабатывались задания на проектирования подводных лодок 2-го и 3-го поколения.
В 1965 году за комплекс работ по созданию подводных лодок, осуществивших первые в истории Российского флота подводные старты баллистических ракет, был удостоен звания лауреата Ленинской премии.
Являлся одним из основателей школы и разработки методологии исследовательского проектирования с использованием первой в стране системы автоматизированного проектирования кораблей «Чертёж».
В 1972 году защитил докторскую диссертацию, с 1973 года — профессор.
В 1973 году М. М. Четвертаков вышел отставку.
С 1973 по 1989 год работал в Центральном научно-исследовательском институте «Румб» в должности начальника отдела, с 1989 по 1994 год — в Центральном научно-исследовательском институте «ЦЕНТР» , одновременно являясь профессором кафедры проектирования кораблей Института повышения квалификации специалистов судостроительной промышленности.
В последние годы своей жизни занимался методологическими проблемами и опубликовал ряд работ по организации создания и развития технической продукции и автоматизации управления хозяйственными процессами.
Умер в 1994 году в Санкт-Петербурге.

## Награды
- Орден Отечественной войны 1-й степени
- Орден Красного Знамени
- Орден Красной Звезды (дважды)
- Медаль «За боевые заслуги» и другие[2].

## Семья
- Отец — Четвертаков, Михаил Михайлович — советский военно-морской деятель, старший инженер Научно-технического комитета РКВМФ, инженер-капитан 1-го ранга.
- Сын — Четвертаков Михаил Михайлович
- Дочь — Марина Михайловна Четвертакова, педагог, преподаватель английского языка